# Muravárhely
Muravárhely (korábban Gradicsa, szlovénül: Gradišče) falu Szlovéniában, Muravidéken, Pomurska régióban. Közigazgatásilag Csendlakhoz tartozik.

## Fekvése
Muraszombattól 5 km-re délnyugatra a Mura völgyében a Mokos-patak partján fekszik, a Ravensko tájon.

## Története
A települést 1365-ben "Gradisa" alakban említik először. Az 1364 karácsonyán kelt királyi oklevéllel jóvá hagyott egyezség szerint  Széchy Péter fia Miklós dalmát-horvát bán és testvére Domonkos erdélyi püspök kapták királyi adományul illetve cserében a Borsod vármegyei Éleskőért, Miskolcért és tartozékaikért Felsőlendvát és tartozékait, mint a magban szakadt Omodéfi János birtokát. Az 1366-os beiktatás alkalmával részletesebben kerületenként is felsorolják az ide tartozó birtokokat, melyek között a falu talán "Gradischya in districtu Beelmura" alakban szerepel. A település a későbbi századokon át is birtokában maradt a családnak. A felsőlendvai uradalom belmurai kerületéhez tartozott. 1687, a Széchy család fiági kihalása után a Batthyány és Szapáry családoké lett.
Egykor vár állt itt valahol a Mura partján, ezt mutatja a falu régi magyar és szlovén neve is, ugyanis a Gradicsa/Gradišče kis vár jelentéssel bír. A 19. század elején még Gradiscsa néven szerepelt a térképeken, amit először Várhely-re módosítottak még. Az egykori Grádicsa volt valamikor a tótsági járás egyik legdélebbi pontja.
Vályi András szerint "GRADICSA. Tót falu Vas Vármegyében, földes Ura G. Batthyáni, vagy G. Szapáry és más Uraságok, lakosai katolikusok, fekszik hegyes helyen Tissinához közel, és ennek filiája, határja jó termékenységű, tulajdonságai hasonlítanak Csernethez, első Osztálybéli."
Fényes Elek szerint "Gradicsa, vindus falu, Vas vármegyében, a Mura mellett, s muraszombati uradalomban, 70 kath., 83 evang. lak."
Vas vármegye monográfiája szerint "Várhely, stájer határszéli község, 58 házzal és 349 r. kath. és ág. ev., vend lakossal. Postája és távírója Muraszombat."
1910-ben 367, túlnyomórészt szlovén lakosa volt. A trianoni békeszerződésig Vas vármegye Muraszombati járásához tartozott, 1919-ben átmenetileg a de facto Mura Köztársaság része lett. Még ebben az évben a Szerb–Horvát–Szlovén Királysághoz csatolták, ami 1929-től Jugoszlávia nevet vette fel. 1941-ben átmeneti időre ismét Magyarországhoz tartozott, 1945 után visszakerült jugoszláv fennhatóság alá. 1991 óta a független Szlovénia része, ekkor 378, 2002-ben 375 lakosa volt. A lakosság ma is vendül beszél.

## Nevezetességei
Vaskori vár helye a falu nyugati szélén.

## Híres emberek
A községben született Kühár János, akit Magyarországon a vend nyelv és nemzettudat ápolója és védelmezőjeként ismernek. Testvére Kühár István annak idején részt vett a Szlovenszka krajina-program kidolgozásában.